# Castellum Menapiorum
Castellum Menapiorum (« place forte des Ménapiens »)  est une ville de Gaule romaine,  aujourd'hui Cassel dans le département français du Nord. Cette ville était le chef-lieu de la cité des Ménapiens.

## Avant la conquête romaine
Les Ménapiens (en latin Menapii) sont un peuple belge mentionné par Jules César dans ses Commentaires sur la Guerre des Gaules. il situe leur territoire le long du littoral de la mer du Nord et le caractérise comme marécageux. Strabon attribue une plus grande superficie à leur territoire. 
César et Tacite mentionnent souvent ensemble les Ménapiens et les Morins (autour de Boulogne). Il est donc possible que ces deux peuples aient été alliés. 
Le territoire des Ménapiens était appelé Mempisque.

## La cité gallo-romaine des Ménapiens
Après la conquête de la Gaule chevelue par César, les Romains font du peuple des Ménapiens une cité dont le chef-lieu est Castellum Menapiorum, nom qui apparait sur la table de Peutinger.
Les Romains choisissent d'abord le sommet du mont Cassel pour implanter le chef-lieu de la cité. 
Au IIIe siècle la transgression marine Dunkerque II oblige au transfert du chef-lieu à Tournai.
Cette cité est divisée en plusieurs pays (pagi) : pays de Flandre, pays de Waes, pagus Gandensis, Courtraisis, Tournaisis, pagus Mempiscus ou Mempisque au sens restreint, Pévèle, Carembault et Mélantois.

## Vestiges gallo-romains à Cassel
Peu de vestiges gallo-romains de Cassel nous sont connus : une nécropole romaine près du cimetière communal et des bases de murailles.